# Fossa ovarica
La fossa ovarica o fossetta ovarica è una depressione del peritoneo posta a livello della parete mediale del bacino che corrisponde alla faccia laterale dell'ovaio. È determinata:
- anteriormente dal legamento largo;
- posteriormente dall'uretere;
- in alto dai vasi iliaci esterni e dal muscolo psoas;
- in basso dall'arteria uterina.

Dopo il parto è possibile che la fossetta ovarica, a causa della discesa dell'ovaio dovuta al rilassamento eccessivo dei legamenti, prenda rapporti diversi con gli organi circostanti, in particolare con l'uretere che andrebbe a determinare non più il limite posteriore, bensì quello anteriore.
La fossetta ovarica è denominata 'di Krause', mentre, dopo il parto, la fossetta sottovarica è chiamata anche "fossa di Claudius" in onore dell'anatomista Friedrich Matthias Claudius.